# صرين مغربي
الصَّرِين المَغْرِبِيّ هو نوع نباتات من جنس الصرين، يكثر في المغرب وشبه الجزيرة الأيبيرية.